# 木村まどか
木村 まどか（きむら まどか、1980年1月28日 - ）は、日本の女性声優。懸樋プロダクション所属。福島県出身。声優ユニット・Aice5のメンバー。

## 人物
ビジュアル・スペース第15期生卒業。
2000年11月28日から2002年3月31日まではユニット「あっぷ・だうん・えんじぇるず」（仲西環、北原美和、佐藤里真）として活動していた。
声優ユニット・Aice5のメンバーの一人として知られている。
2010年7月31日付けで所属していたぷろだくしょんバオバブを離れ、フリーになったが、2015年4月付けで懸樋プロダクションに所属。

## 出演
太字はメインキャラクター。

### テレビアニメ
時期不明
- それいけ!アンパンマン（モン吉、おひなちゃん〈代役〉、マイマイの子供たち（A）〈4代目〉）

2003年
- マーメイドメロディー ぴちぴちピッチ（佳乃）

2004年
- 双恋（おばさん）

2005年
- 魔法先生ネギま！（明石裕奈）

2006年
- おとぎ銃士 赤ずきん（魔法学校生徒）
- 乙女はお姉さまに恋してる（菅原君枝）
- 金色のコルダ〜primo passo〜（杉谷亜矢子）
- 恋する天使アンジェリーク〜心のめざめる時〜（少女）
- 地獄少女 二籠（伊神和香）
- しましまとらのしまじろう
- NIGHT HEAD GENESIS（橘美紀）
- 西の善き魔女 Astraea Testament（ロゼリット）
- ネギま!?（明石裕奈）※第23話のサブタイトル題字（1枚目）と提供イラスト（OP後）も担当。
- ヤマトナデシコ七変化♥（ガングロ）

2007年
- セイント・ビースト〜光陰叙事詩天使譚〜（少年天使A）
- D.C.II 〜ダ・カーポII〜（2007年 - 2008年、沢井勇斗） - 2シリーズ
- Myself;Yourself（子供時代の日高佐菜）
- メジャー 第3シリーズ（女子生徒）

2008年
- ネオ アンジェリーク Abyss（女子生徒）

2015年
- それが声優!（木村まどか）

2017年
- UQ HOLDER! 〜魔法先生ネギま!2〜（明石裕奈）

### 劇場アニメ
- 劇場版∀ガンダムI 地球光（2002年）
- 甲虫王者ムシキング スーパーバトルムービー〜闇の改造甲虫〜（2007年、アゲハチョウ）
- 劇場版 魔法先生ネギま! ANIME FINAL（2011年、明石裕奈）

### OVA
- 永遠のアセリア 「求め」の声（2005年、スピリット）
- ネギま!? OVAシリーズ（2006年、明石裕奈） - 2作品
- 魔法先生ネギま！ OVAシリーズ（2008年 - 2009年、明石裕奈） - 2作品

### ゲーム
- My Merry May（2002年、榛名ひとえ）
  - My Merry May with be（2005年、榛名ひとえ）
- メタルウルフ（2002年 - 2006年、ローズマリー） - 2作品[一覧 1]
- まじしゃんず・あかでみい（2007年、レーシェラ）
- 魔法先生ネギま！シリーズ（2005年 - 2007年、明石裕奈） - 5作品[一覧 2]
- ネギマテ UQ HOLDER! 〜魔法先生ネギま！2〜 ネギまオールスターズアプリ（2018年、明石裕奈）

### ドラマCD
2003年
- ドラマCD 秋桜の空に〜空色の涼香〜

2004年
- だまし討ちだぜ、DR（河田）

2005年
- LYNX CD COLLECTION エスコート（女性客）
- 魔法先生ネギま！「特別授業〜お祭り騒ぎに愛に恋!」（明石裕奈）

2006年
- 魔法先生ネギま！ ドラマCD Vol.1 - 3（明石裕奈）
- 魔法先生ネギま！「特別授業II〜踊る!?大麻帆良祭」（明石裕奈）
- ドラマCD 乙女はお姉さまに恋してる シーズン01 - 04（2006年 - 2007年、菅原君枝）
- 天然女子高物語 ドラマCD feat.Aice5（四谷桜子）
- ドラマCD Snow Flower（ヨウコ）
- The MANZAI（瀬田一美）

2007年
- THE IDOLM@STER DRAMA CD NEW STAGE 02
- 春夏秋冬 ドラマCD 逆襲の赤ズキンチャン（女子生徒）

2008年
- ポーの一族 ドラマCD 第5、6巻（ジュリエッタ、ロビン・カー）
- 恋の心に黒い羽（高知健）

2009年
- 東京探偵姫〜残光の剣士・沖田総司〜（氷川小夜子）

2010年
- 乙女はお姉さまに恋してる エピローグCD VOL.1〜卒業旅行に行きましょう〜（菅原君枝）

### ラジオドラマ
- 仮面のメイドガイ（2006年、平野美和）

### 吹き替え

#### 映画
- イノセント・ボイス 12歳の戦場（マルコス）
- キャロルの初恋（カグーリオ）
- ザ・テロリスト（2010年、プリヤ）
- 少林寺2（2005年、九龍）
- 新少林寺三十六房（お嬢さま）
- 空を飛ぶ夢（クリスチャン）
- 第三種接近遭遇
- ダニーと秘密の魔法使い（少年カンケル）
- 達磨よ、ソウルに行こう!（小僧）
- チャンピオン（ユンミ）
- デッドリンガー（ピエール）
- 友へ チング（2002年）
- ナイト・オブ・ゴッド
- ファイナルカット（2005年、少年ルイス）

#### アニメ
- 快適な生活（シジュウカラ）

### ナレーション

#### テレビ番組
- 岩合光昭の世界ネコ歩き
- サッカー王国の秘密
- 女子会やろうよ
- 奇跡体験!アンビリバボー

#### CM
- 第一三共ヘルスケア『トラフル』
- ユニチャーム『ムーニー マザーズセレクション受賞告知』
- アサヒ緑健『緑効青汁』

### ラジオ
※はインターネット配信。
- 大和撫子内弁慶（2002年 - 2003年、JAM STATION）
- ふわゆる〜♪こしょこしょ話（2006年 - 2009年、ぷろだくしょんバオバブHP内ウェブラジオ※）
- Aice5 In Wonder RADIO（2006年、インターネットラジオ※）
- 木村まどか 地球と月のかけら（2007年、文化放送「A&G 超RADIO SHOW〜アニスパ!〜」内）
- 水島大宙・木村まどかの「まどちゅう!」（2008年 - 2010年、声優アニメイト+hm3※）
- おしゃべりやってまーす（2008年 - 2009年、K'z Station※）

### ラジオCD
- DJCD「WEB RADIO おとボク 聖應女学院放送局」Vol.？（2007年？）

### 映像商品
- SUPER VOICE WORLD 夢と自由とハプニング（2001年12月19日）
- 魔法先生ネギま！ 麻帆良学園 大麻帆良祭（2006年3月29日）
- ネギま!? Princess Festival DVD（2007年7月4日）

### パチンコ
- CR魔法先生ネギま！（2017年、明石裕奈[5]）

## ディスコグラフィ

### キャラクターソング
| 発売日  | 商品名                                                                       | 歌                                                                                         | 楽曲                                          | 備考                                                          |
| 2004年  | 2004年                                                                       | 2004年                                                                                     | 2004年                                        | 2004年                                                        |
| ------- | ---------------------------------------------------------------------------- | ------------------------------------------------------------------------------------------ | --------------------------------------------- | ------------------------------------------------------------- |
| 5月1日  | 麻帆良学園中等部2-A 出席番号のうた                                           | 麻帆良学園中等部2-A                                                                        | 「出席番号のうた」                            | テレビアニメ『魔法先生ネギま!』関連曲                         |
| 6月23日 | 魔法先生ネギま! 麻帆良学園中等部2-A 9月:運動部仲良し4人組                    | 運動部仲良し4人組                                                                          | 「GLOW WILD」 「GLOW WILD（Remix ver.）」     | テレビアニメ『魔法先生ネギま!』関連曲                         |
| 2005年  |                                                                              |                                                                                            |                                               |                                                               |
| 2月16日 | ハッピー☆マテリアル 1月度: Original Version                                  | 麻帆良学園中等部2-A                                                                        | 「ハッピー☆マテリアル 1月度」                 | テレビアニメ『魔法先生ネギま！』オープニングテーマ            |
| 3月9日  | 麻帆良学園中等部2-A: 音楽の授業〈主に出席番号のうた〉                        | 麻帆良学園中等部2-A                                                                        | 「出席番号のうた」                            | テレビアニメ『魔法先生ネギま！』関連曲                        |
| 8月3日  | ハッピー☆マテリアル/輝く君へ〜Peace                                          | 麻帆良学園中等部2-A                                                                        | 「ハッピー☆マテリアル（31人ver.・TVサイズ）」 | テレビアニメ『魔法先生ネギま！』最終話オープニングテーマ      |
| 8月3日  | ハッピー☆マテリアル/輝く君へ〜Peace                                          | 麻帆良学園中等部2-A                                                                        | 「輝く君へ〜Peace」                           | テレビアニメ『魔法先生ネギま！』最終話エンディングテーマ      |
| 2006年  |                                                                              |                                                                                            |                                               |                                                               |
| 9月21日 | 乙女はお姉さまに恋してる キャラクターソングシリーズ PART3 貴子・君枝・緋紗子 | 菅原君枝（木村まどか）                                                                     | 「Dear friend」                               | テレビアニメ『乙女はお姉さまに恋してる』関連曲                |
| 12月6日 | ネギま!? うたのCD（1）                                                       | チュパカブラ研究会                                                                         | 「チュパ研の唄〜きっと、いルーンヤ〜」        | テレビアニメ『ネギま!?』関連曲                                |
| 2007年  |                                                                              |                                                                                            |                                               |                                                               |
| 1月24日 | ネギま!? 1000%BOX                                                            | 明石裕奈（木村まどか）、和泉亜子（山川琴美）、春日美空（板東愛）、大河内アキラ（浅倉杏美） | 「1000%SPARKING!」                            | テレビアニメ『ネギま!?』オープニングテーマ                    |
| 1月24日 | ネギま!? 1000%BOX                                                            | 明石裕奈（木村まどか）、和泉亜子（山川琴美）、春日美空（板東愛）、大河内アキラ（浅倉杏美） | 「A-LY-YA!」                                  | テレビアニメ『ネギま!?』エンディングテーマ                    |
| 1月24日 | ネギま!? 1000%BOX                                                            | 明石裕奈（木村まどか）、和泉亜子（山川琴美）、春日美空（板東愛）、大河内アキラ（浅倉杏美） | 「1000%SPARKING!（てくのみっくす）」          | テレビアニメ『ネギま!?』関連曲                                |
| 1月24日 | ネギま!? 1000%BOX                                                            | 麻帆良学園中等部3-A+ネギ・スプリングフィールド                                             | 「1000%SPARKING!」 「A-LY-YA!」               | テレビアニメ『ネギま!?』関連曲                                |
| 3月7日  | ネギま!? うたのCD（2）                                                       | 運動部                                                                                     | 「Infinity Love 2U」                          | テレビアニメ『ネギま!?』関連曲                                |
| 6月13日 | ネギま!? Princess Festival CD                                                |                                                                                            | 「」                                          | テレビアニメ『ネギま!?』関連曲                                |
| 9月26日 | ネギま!? ベストアルバム                                                      | ネギ・スプリングフィールド&麻帆良学園中等部3-A                                             | 「Hello Again」                               | テレビアニメ『ネギま!?』関連曲                                |
| 2008年  |                                                                              |                                                                                            |                                               |                                                               |
| 8月27日 | ハッピー☆マテリアル リターン                                                 | 麻帆良学園中等部3-A                                                                        | 「ハッピー☆マテリアル リターン」              | OAD『魔法先生ネギま！ 〜白き翼 ALA ALBA〜』オープニングテーマ |
| 8月27日 | ハッピー☆マテリアル リターン                                                 | 麻帆良学園中等部3-A                                                                        | 「輝く君へ」                                  | OAD『魔法先生ネギま！ 〜白き翼 ALA ALBA〜』エンディングテーマ |
| 8月27日 | ハッピー☆マテリアル リターン                                                 | 麻帆良学園中等部3-A                                                                        | 「A-LY-YA」                                   | テレビアニメ『ネギま!?』関連曲                                |
| 2011年  |                                                                              |                                                                                            |                                               |                                                               |
| 8月24日 | 桜風に約束を -旅立ちの歌-                                                    | ネギ・スプリングフィールド&麻帆良学園中等部3-A                                             | 「桜風に約束を -旅立ちの歌-」                 | 劇場アニメ『劇場版 魔法先生ネギま! ANIME FINAL』主題歌        |
| 2017年  |                                                                              |                                                                                            |                                               |                                                               |
| 6月28日 | 魔法先生ネギま！ コンプリートBOX I 特典CD「コンプリートCD」                  | 麻帆良学園中等部2-A                                                                        | 「ハッピー☆マテリアル（メドレー）」           | テレビアニメ『魔法先生ネギま！』関連曲                        |

### その他参加楽曲
| 発売日  | 商品名  | 歌                   | 楽曲        | 備考                                             |
| 2011年  | 2011年  | 2011年               | 2011年      | 2011年                                           |
| ------- | ------- | -------------------- | ----------- | ------------------------------------------------ |
| 8月13日 | Jump!!! | 木村まどか、石毛佐和 | 「Jump!!!」 | 東日本大震災チャリティーCD企画『continue』関連曲 |

### シリーズ一覧
1. ↑  「無印」（2002年）、『メタルウルフREV』（2006年）
2. ↑  『魔法先生ネギま! 1時間目 お子ちゃま先生は魔法使い!』『魔法先生ネギま! 2時間目 戦う乙女たち! 麻帆良大運動会SP!』（2005年）、『魔法先生ネギま! 課外授業 乙女のドキドキ ビーチサイド』『ネギま!? 3時間目 恋と魔法と世界樹伝説!』（2006年）、『ネギま!? どりーむたくてぃっく 夢見る乙女はプリンセス♥』（2007年）

### ユニットメンバー
1. 1 2 3  相坂さよ（白鳥由里）、明石裕奈（木村まどか）、朝倉和美（笹川亜矢奈）、綾瀬夕映（桑谷夏子）、和泉亜子（山川琴美）、大河内アキラ（山本杏美）、柿崎美砂（伊藤静）、神楽坂明日菜（神田朱未）、春日美空（板東愛）、絡繰茶々丸（渡辺明乃）、釘宮円（出口茉美）、古菲（田中葉月）、近衛木乃香（野中藍）、早乙女ハルナ（石毛佐和）、桜咲刹那（小林ゆう）、佐々木まき絵（堀江由衣）、椎名桜子（大前茜）、龍宮真名（佐久間未帆）、超鈴音（大沢千秋）、長瀬楓（白石涼子）、那波千鶴（小林美佐）、鳴滝風香（こやまきみこ）、鳴滝史伽（狩野茉莉）、葉加瀬聡美（門脇舞）、長谷川千雨（志村由美）、エヴァンジェリン・A・K・マクダウェル（松岡由貴）、宮崎のどか（能登麻美子）、村上夏美（相沢舞）、雪広あやか（皆川純子）、四葉五月（井ノ上ナオミ）、ザジ・レイニーデイ（猪口有佳）
2. ↑  明石裕奈（木村まどか）、大河内アキラ（山本杏美）、佐々木まき絵（堀江由衣）、和泉亜子（山川琴美）
3. ↑  相坂さよ（白鳥由里）、明石裕奈（木村まどか）、朝倉和美（笹川亜矢奈）、綾瀬夕映（桑谷夏子）、和泉亜子（山川琴美）、大河内アキラ（山本杏美）
4. ↑  神楽坂明日菜（神田朱未）、長瀬楓（白石涼子）、鳴滝風香（こやまきみこ）、鳴滝史伽（狩野茉莉）、早乙女ハルナ（石毛佐和）、明石裕奈（木村まどか）
5. 1 2  ネギ・スプリングフィールド（佐藤利奈）、相坂さよ（白鳥由里）、明石裕奈（木村まどか）、朝倉和美（笹川亜矢奈）、綾瀬夕映（桑谷夏子）、和泉亜子（山川琴美）、大河内アキラ（浅倉杏美）、柿崎美砂（伊藤静）、神楽坂明日菜（神田朱未）、春日美空（板東愛）、絡繰茶々丸（渡辺明乃）、釘宮円（出口茉美）、古菲（Hazuki）、近衛木乃香（野中藍）、早乙女ハルナ（石毛佐和）、桜咲刹那（小林ゆう）、佐々木まき絵（堀江由衣）、椎名桜子（大前茜）、龍宮真名（佐久間未帆）、超鈴音（高本めぐみ）、長瀬楓（白石涼子）、那波千鶴（小林美佐）、鳴滝風香（こやまきみこ）、鳴滝史伽（狩野茉莉）、葉加瀬聡美（門脇舞以）、長谷川千雨（志村由美）、エヴァンジェリン・A・K・マクダウェル（松岡由貴）、宮崎のどか（能登麻美子）、村上夏美（相沢舞）、雪広あやか（皆川純子）、四葉五月（井上直美）、ザジ・レイニーデイ（いのくちゆか）
6. ↑  明石裕奈（木村まどか）、大河内アキラ（浅倉杏美）、春日美空（板東愛）、和泉亜子（山川琴美）
7. ↑  相坂さよ（白鳥由里）、明石裕奈（木村まどか）、朝倉和美（笹川亜矢奈）、綾瀬夕映（桑谷夏子）、和泉亜子（山川琴美）、大河内アキラ（浅倉杏美）、柿崎美砂（伊藤静）、神楽坂明日菜（神田朱未）、春日美空（板東愛）、絡繰茶々丸（渡辺明乃）、釘宮円（出口茉美）、古菲（Hazuki）、近衛木乃香（野中藍）、早乙女ハルナ（石毛佐和）、桜咲刹那（小林ゆう）、佐々木まき絵（堀江由衣）、椎名桜子（大前茜）、龍宮真名（佐久間未帆）、超鈴音（高本めぐみ）、長瀬楓（白石涼子）、那波千鶴（小林美佐）、鳴滝風香（こやまきみこ）、鳴滝史伽（狩野茉莉）、葉加瀬聡美（門脇舞以）、長谷川千雨（志村由美）、エヴァンジェリン・A・K・マクダウェル（松岡由貴）、宮崎のどか（能登麻美子）、村上夏美（相沢舞）、雪広あやか（皆川純子）、四葉五月（井上直美）、ザジ・レイニーデイ（いのくちゆか）
8. ↑  ネギ・スプリングフィールド（佐藤利奈）、相坂さよ（白鳥由里）、明石裕奈（木村まどか）、朝倉和美（笹川亜矢奈）、綾瀬夕映（桑谷夏子）、和泉亜子（山川琴美）、大河内アキラ（浅倉杏美）、柿崎美砂（伊藤静）、神楽坂明日菜（神田朱未）、春日美空（板東愛）、絡繰茶々丸（渡辺明乃）、釘宮円（出口茉美）、古菲（阿澄佳奈）、近衛木乃香（野中藍）、早乙女ハルナ（石毛佐和）、桜咲刹那（小林ゆう）、佐々木まき絵（堀江由衣）、椎名桜子（小見川千明）、龍宮真名（佐久間未帆）、超鈴音（高本めぐみ）、長瀬楓（白石涼子）、那波千鶴（小林美佐）、鳴滝風香（こやまきみこ）、鳴滝史伽（狩野茉莉）、葉加瀬聡美（門脇舞以）、長谷川千雨（志村由美）、エヴァンジェリン・A・K・マクダウェル（松岡由貴）、宮崎のどか（能登麻美子）、村上夏美（相沢舞）、雪広あやか（皆川純子）、四葉五月（井上直美）、ザジ・レイニーデイ（いのくちゆか）